# Formica baltica
Formica baltica é uma espécie de formiga do gênero Formica, pertencente à subfamília Formicinae.